# Moczydły-Jakubowięta
Moczydły-Jakubowięta – wieś w Polsce położona w województwie podlaskim, w powiecie wysokomazowieckim, w gminie Szepietowo.
Wierni kościoła rzymskokatolickiego należą do parafii św. Apostołów Piotra i Pawła w Jabłoni Kościelnej.

## Historia
W dokumencie z 1239 roku znajdującym się w archiwum diecezjalnym w Płocku, który dotyczy kasztelanii święckiej jest wymieniona osada Mocydla (Moczydły).
W roku 1827 miejscowość liczyła 15 domów i 105. mieszkańców. Należała do powiatu tykocińskiego, obwód łomżyński, województwo augustowskie.
Pod koniec wieku XIX wieś drobnoszlachecka w powiecie mazowieckim, gmina Szepietowo, parafia Jabłoń Kościelna.
W 1921 r. naliczono tu 14 budynków z przeznaczeniem mieszkalnym oraz 86. mieszkańców (36. mężczyzn i 50 kobiet). Narodowość polską podały 84 osoby, a białoruską 2.
W latach 1954–1972 miejscowość wchodziła w skład Gromady Jabłoń Kościelna. W latach 1975–1998 miejscowość administracyjnie należała do województwa łomżyńskiego.
W 2006 r. liczba mieszkańców wyniosła 80 osób, a już 31 grudnia 2011 r. - 65 osób.

## Obiektyzabytkowe
- dom drewniany z 1. połowy XX w.
- zagroda:
  - dom drewniany z 1. połowy XX w.
  - spichlerz drewniany z 1. połowy XX w.
- zagroda:
  - dom drewniany z 1. ćwierci XX w.
  - budynek gospodarczy, drewniany z 1. ćwierci XX w.[14]